# Cibali (metropolitana di Catania)
Cibali è una fermata della metropolitana di Catania, posta lungo la tratta tra Borgo e Nesima, realizzata in sotterranea. 
A causa di problemi tecnici legati alla presenza di falde acquifere, uniti a vicissitudini societarie dell'impresa esecutrice, la stazione è rimasta a lungo incompleta: la sua inaugurazione, infatti, avvenne il 27 luglio 2021, dopo numerosi rinvii, oltre quattro anni dopo l'apertura al pubblico esercizio della tratta Borgo-Nesima, facente parte dello stesso appalto, datata 31 marzo 2017.

## Ubicazione
La stazione è inserita nel tessuto urbano dell'omonimo quartiere; è raggiungibile attraverso le vie Galermo e Bergamo. A poca distanza si trovano lo stadio Angelo Massimino in piazza Spedini, la sede storica della Facoltà di Agraria dell'Università di Catania, la Scuola Superiore di Catania, in via Valdisavoia, e il liceo scientifico Principe Umberto, sito in largo Filippo Raciti.

## Servizi
La stazione è dotata di:
- Ascensori per portatori di handicap;
- Scale mobili;
- Servizio di video sorveglianza;
- Biglietteria automatica;
- Annuncio sonoro annunciante l'arrivo dei treni.